# Parabambusa kainii
Parabambusa kainii är en gräsart som beskrevs av Elizabeth A. Widjaja. Parabambusa kainii ingår i släktet Parabambusa och familjen gräs. Inga underarter finns listade i Catalogue of Life.